# あさむらまほり
あさむら まほり（5月26日 - ）は、日本の女性声優。アールグルッペ所属。
かつてはウイットプロモーション、ヴィーヴに所属していた。鹿児島県出身。血液型はA型。

## 出演作品

### テレビアニメ
- 学園パトロール フィルモア
- ゴルゴ13（娼婦）
- しましまとらのしまじろう
- しまじろう ヘソカ
- ∀ガンダム
- ヘイ・アーノルド!

### 劇場版アニメ
- アイス・エイジ2
- ぼのぼの クモモの木のこと

### 吹き替え
- クローバーフィールド/HAKAISHA（マリーナ）
- ダメージ
- ブラッドウルフ
- リゾーリ&アイルズ2
- ルームメイト2